# Lesnica
Lesnica (deutsch Leschnitz, ungarisch Erdős – bis 1902 Lesnicz) ist eine Gemeinde in der Nordostslowakei. Sie liegt in den Pieninen nahe dem Fluss Dunajec an der Grenze zu Polen, etwa 22 km von Stará Ľubovňa entfernt.

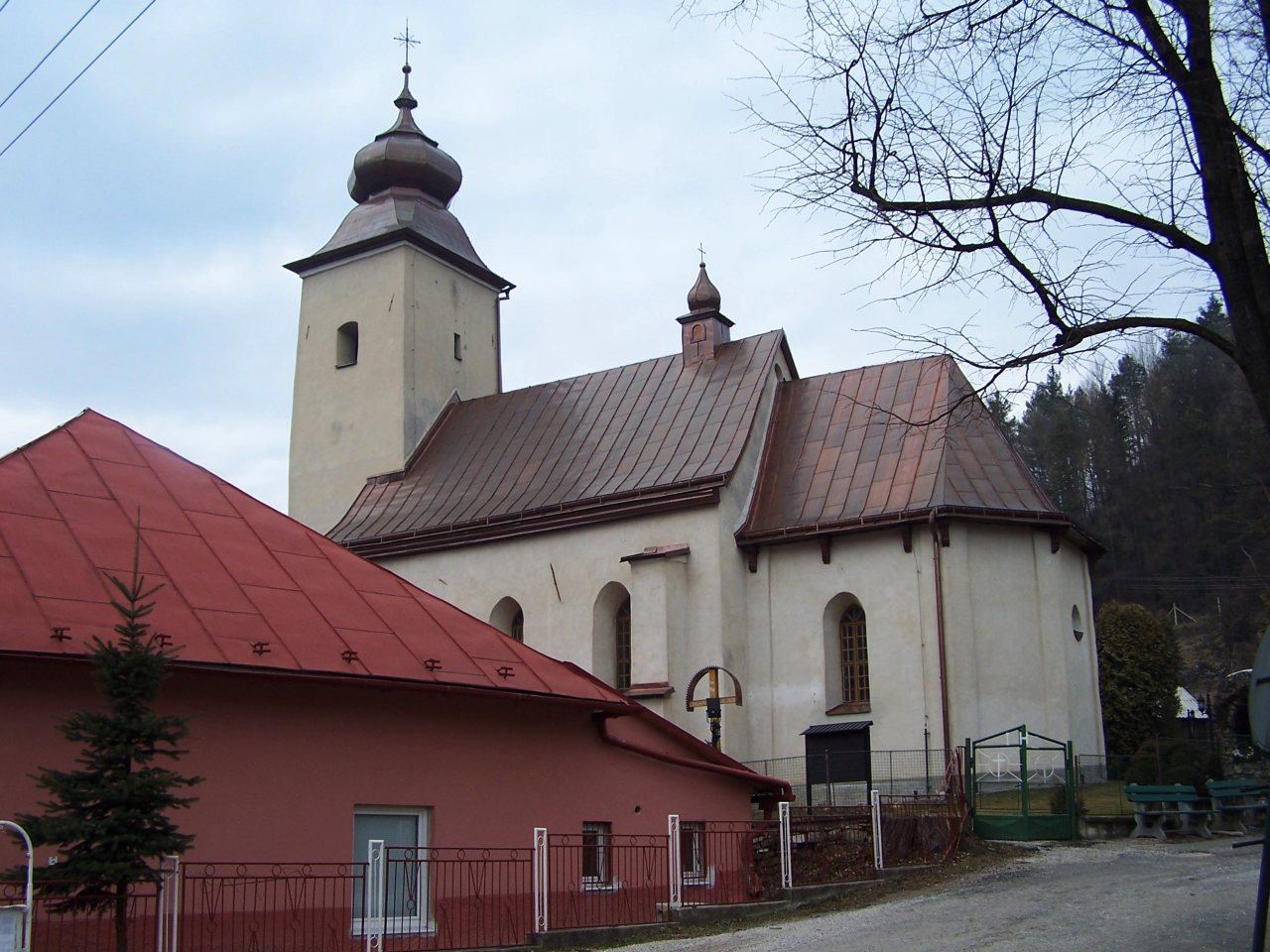
Kirche

Der Ort wurde 1297 erstmals schriftlich als Leznice erwähnt.
Heute ist die Gemeinde einer der Ausgangsorte in den Pieninen-Nationalpark.

## Bevölkerung
| Jahr                | 1994 | 2004     | 2014    | 2024    |
| ------------------- | ---- | -------- | ------- | ------- |
| Anzahl der Personen | 487  | 536      | 503     | 494     |
| Unterschied         |      | +10,06 % | −6,15 % | −1,78 % |

| Jahr                | 2023 | 2024    |
| ------------------- | ---- | ------- |
| Anzahl der Personen | 495  | 494     |
| Unterschied         |      | −0,20 % |